# Dysaphis anisoidis
Dysaphis anisoidis är en insektsart. Dysaphis anisoidis ingår i släktet Dysaphis och familjen långrörsbladlöss.

## Underarter
Arten delas in i följande underarter:
- D. a. anisoidis
- D. a. nairi